# ヘンク・ティメル
ヘンク・ティメル（Hendrik "Henk" Timmer, 1971年12月3日 - ）は、オランダ出身の元サッカー選手。ポジションはゴールキーパー。元オランダ代表。妻はスピードスケート選手で長野オリンピックスピードスケート金メダリストのマリアンヌ・ティメル。

## 経歴
33歳でオランダ代表に初招集された遅咲きである。
2008-09シーズン終了後フェイエノールトを退団し現役を引退した。翌年3月、第3GKまで全員が故障したSCヘーレンフェーンのトライアルに合格し、2009-10シーズン終了まで契約。6月に再び現役を退いた。

## 代表歴

### 出場大会
- オランダ代表
  - 2006 FIFAワールドカップ

### 試合数
- 国際Aマッチ 7試合 0得点（2005年-2008年）[1]

| オランダ代表 | 国際Aマッチ | 国際Aマッチ |
| 年           | 出場        | 得点        |
| ------------ | ----------- | ----------- |
| 2005         | 1           | 0           |
| 2006         | 2           | 0           |
| 2007         | 1           | 0           |
| 2008         | 3           | 0           |
| 通算         | 7           | 0           |